# Frederik Kraft
Frederik Carl Julius Kraft (8. oktober 1823 på Fødselsstiftelsen i København – 25. oktober 1854 på Lille Vodroffgård på Frederiksberg) var en dansk landskabsmaler.
Kraft var officielt søn af justitsråd, vicelandsdommer Adam Gottlob Severin Kraft til Ødemark (1752-1828, gift 1. gang 1781 med Charlotte Amalie Trolle, 1750-1814; ægteskabet opløst) og Sophie Frederikke Tronier (1785-1845), men var i virkeligheden et af kong Christian VIII's uægte børn sammen med Sophie Frederikke Tronier.
Kraft skulle have været handelsmand, men lyst til kunsten sejrede, og i 1838 fik han adgang til Kunstakademiet. Her nåede han vel op i Modelskolen, men havde allerede længe før lagt sig så ivrig efter landskabsmaleriet, at han i 1843 kunne udstille sit første billede. Han konkurrerede 1847 til den Neuhausenske Præmie med et Efteraarslandskab, men vandt ikke præmien. Imidlertid viste Færgelunden ved Jægerspris (udstillet 1849, købt til Den Kongelige Malerisamling) så store fremskridt både i form- og farvegivning, at Akademiet i 1850 tilstod Kraft som en af dets lovende kunstnere en rejseunderstøttelse. Han rejste dog ikke, før han året efter, dog uden held, havde konkurreret til den Neuhausenske Præmie igen. Han kom i slutningen af 1851 til Rom, og det synes, som om studiet af den italienske natur gjorde den gavnligste virkning på udviklingen af hans talent; hans rejseunderstøttelse fornyedes for andet år i 1852, og de billeder, som udstilledes efter hans hjemkomst (1853-55), vakte almindelig opmærksomhed, navnlig Parti ved Comosøen (tilhørte Moltke-Bregentved). Men allerede 25. oktober 1854 var den unge, lovende kunstner hensovet. I 1878 skænkede hans søster Kunstakademiet et legat på 10.000 kr. til hans minde.
Kraft er begravet på Lyngby Kirkegård.
Han er gengivet i et portrætmaleri af Johannes Jensen (forhen hos Johan Hansen). Tegninger bl.a. af Carsten Henrichsen 1854 (Det Nationalhistoriske Museum på Frederiksborg Slot) og Johannes Jensen. Buste af Ernst Bruhn 1847. Marmormedaljon af Lauritz Prior 1879. Litografi signeret "E.V." og litografi af I.W. Tegner & Kittendorff 1856 efter daguerreotypi.